# 須田侑太郎
須田 侑太郎（すだ ゆうたろう、1992年1月3日 - ）は、北海道出身のプロバスケットボール選手。シーホース三河所属。ポジションはシューティングガード、スモールフォワード。弟の須田昂太郎もバスケットボール選手。

## 来歴
東海大四中から東海大四高、東海大学を経て、2014年、インアクティブ選手として栃木ブレックスに入団。2017年5月27日のBリーグチャンピオンシップにて、栃木は川崎ブレイブサンダースを破り、Bリーグ初優勝を経験する。
2017年6月25日、琉球ゴールデンキングスへ移籍する。
2019年6月3日、アルバルク東京へ移籍。
2021年6月8日、名古屋ダイヤモンドドルフィンズへ移籍。
2024年6月7日、シーホース三河へ移籍。
東海大四高の同期に佐賀バルーナーズの西川貴之、東海大学の同期に後にアルバルク東京でもチームメイトとなった田中大貴などがいる。

### 日本代表歴
2021年11月、2023年FIBAワールドカップアジア予選の中国戦で日本代表公式戦に初出場。
2022年、FIBAアジアカップに出場。シリア戦でキャリアハイの33得点（3P 9/12）を記録した。

## 経歴
- 東海大学付属第四高等学校中等部
- 東海大学付属第四高等学校
- 東海大学
- 2014年 - 2017年 リンク栃木ブレックス
- 2017年 - 2019年 琉球ゴールデンキングス
- 2019年 - 2021年 アルバルク東京
- 2021年 - 2023年 名古屋ダイヤモンドドルフィンズ
- 2024年 - シーホース三河